# Serranus maytagi
 Serranus maytagi és una espècie de peix de la família dels serrànids i de l'ordre dels cipriniformes que es troba al nord-oest del Carib (entre Jamaica i Hondures).